# Nádor utca
Nádor utca est une rue située dans Lipótváros, quartier du 5e arrondissement de Budapest. Voie en partie semi-piétonne, elle relie Vörösmarty tér à Kossuth Lajos tér dans le prolongement de Váci utca. Du côté du parlement hongrois, elle passe derrière le siège de Magyar Televízió et longe ainsi Szabadság tér.
On y trouve de nombreux édifices historiques. C'est dans cette rue que se situe le bâtiment principal de l'Université d'Europe centrale.
Nádor signifie « palatin » en hongrois.

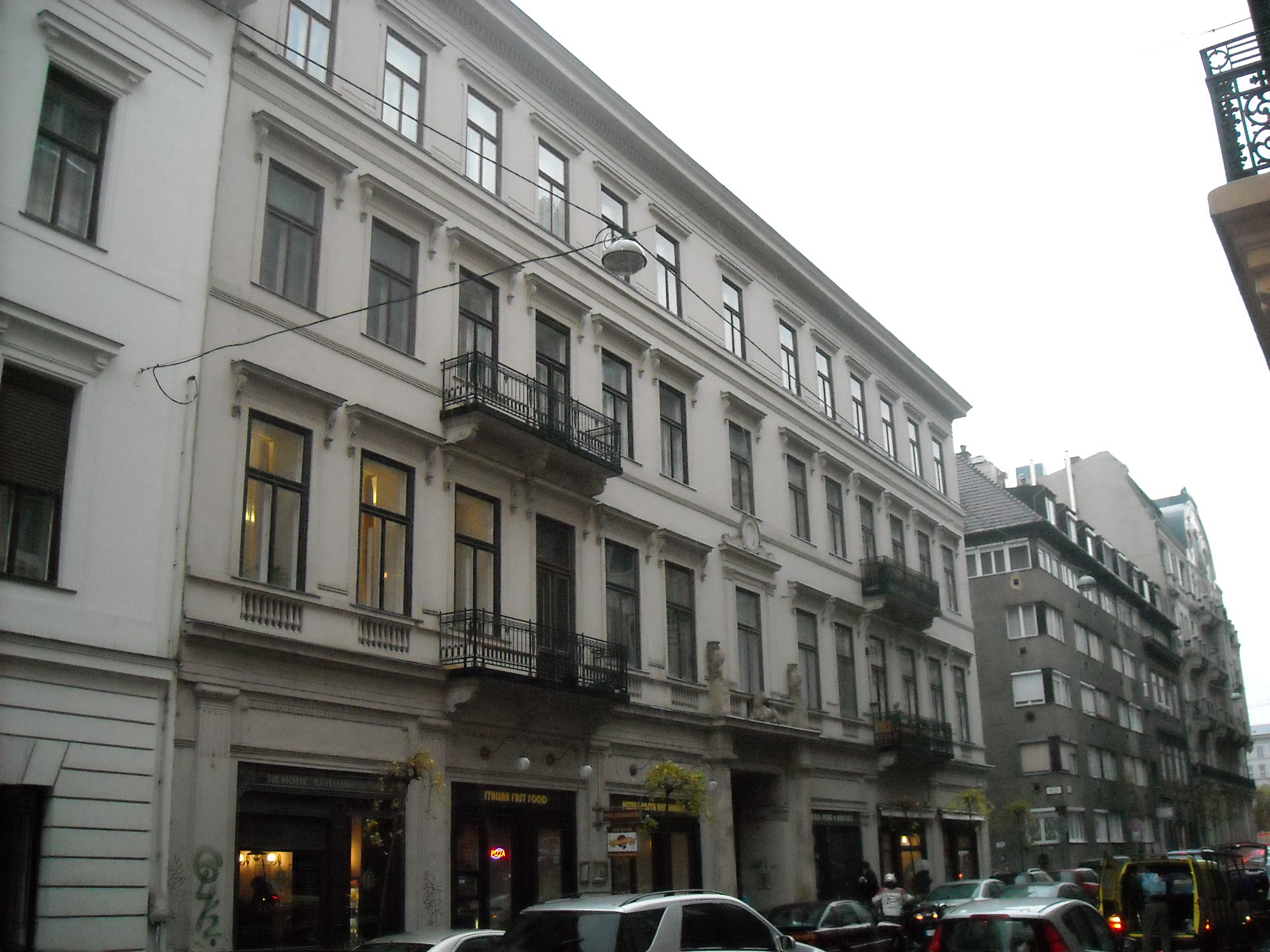
Ancien hôtel Tigris, au 5 de la rue.
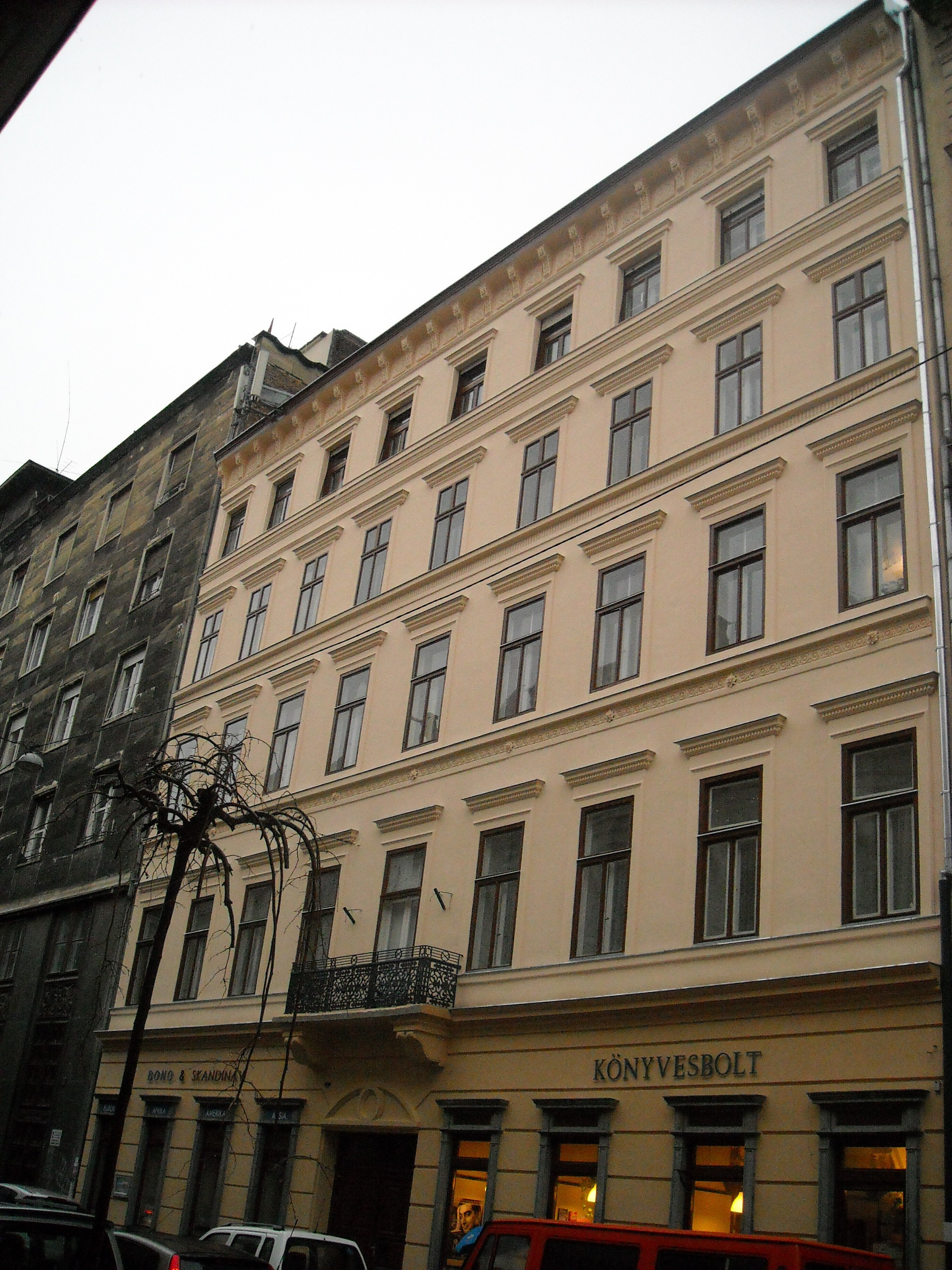
8 de la rue.
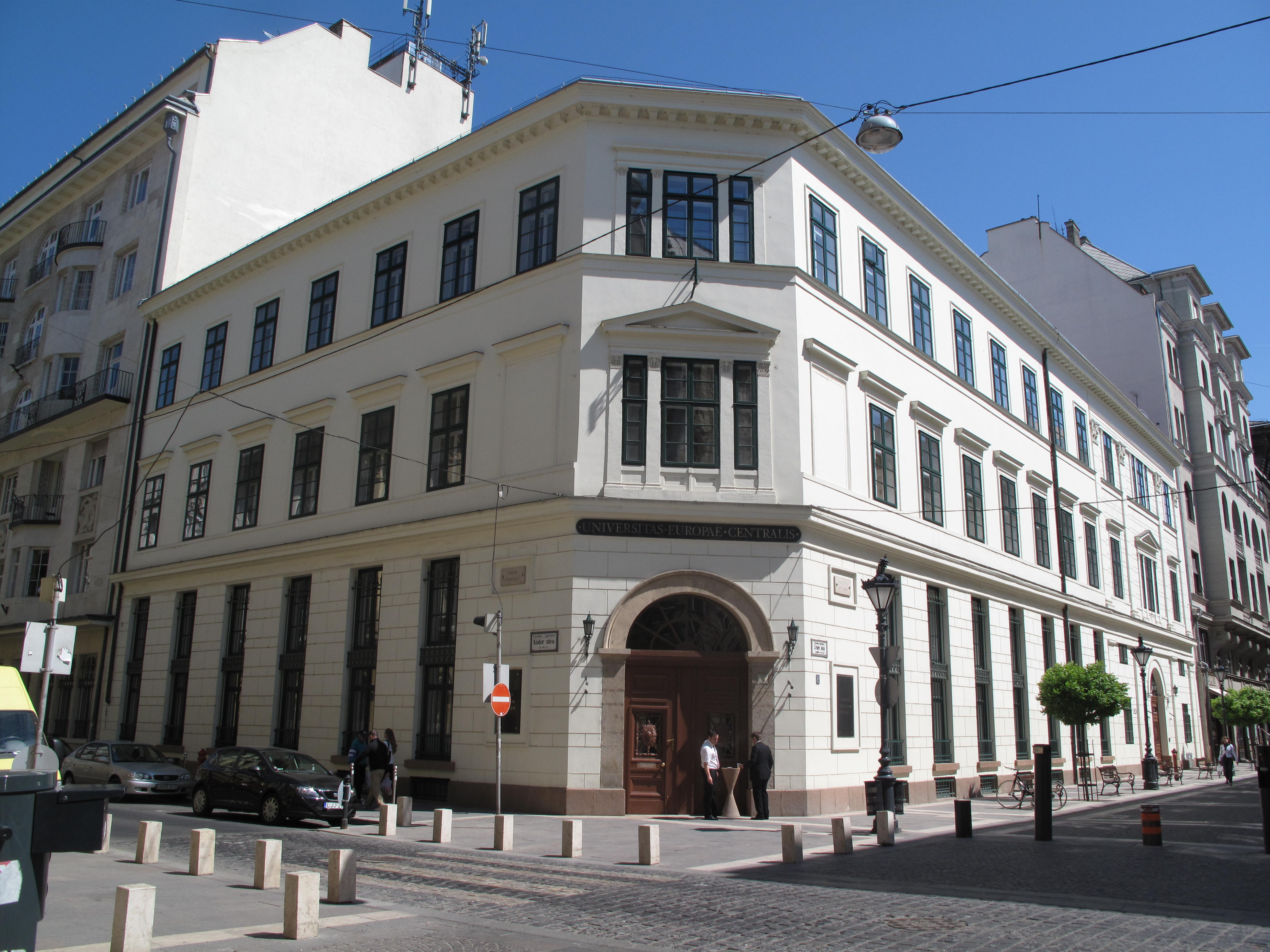
Immeuble de l'Université d'Europe centrale.
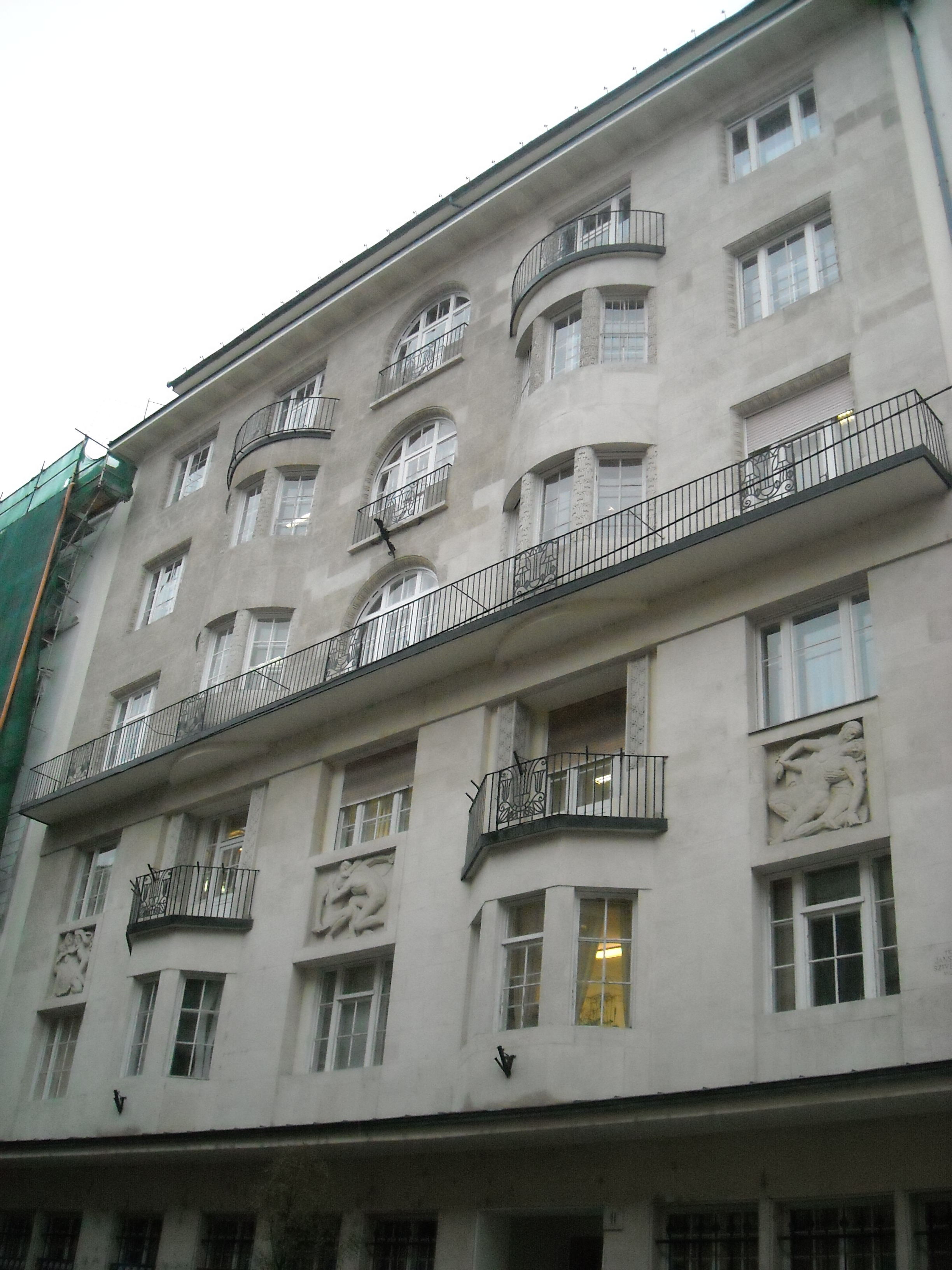
11 de la rue.
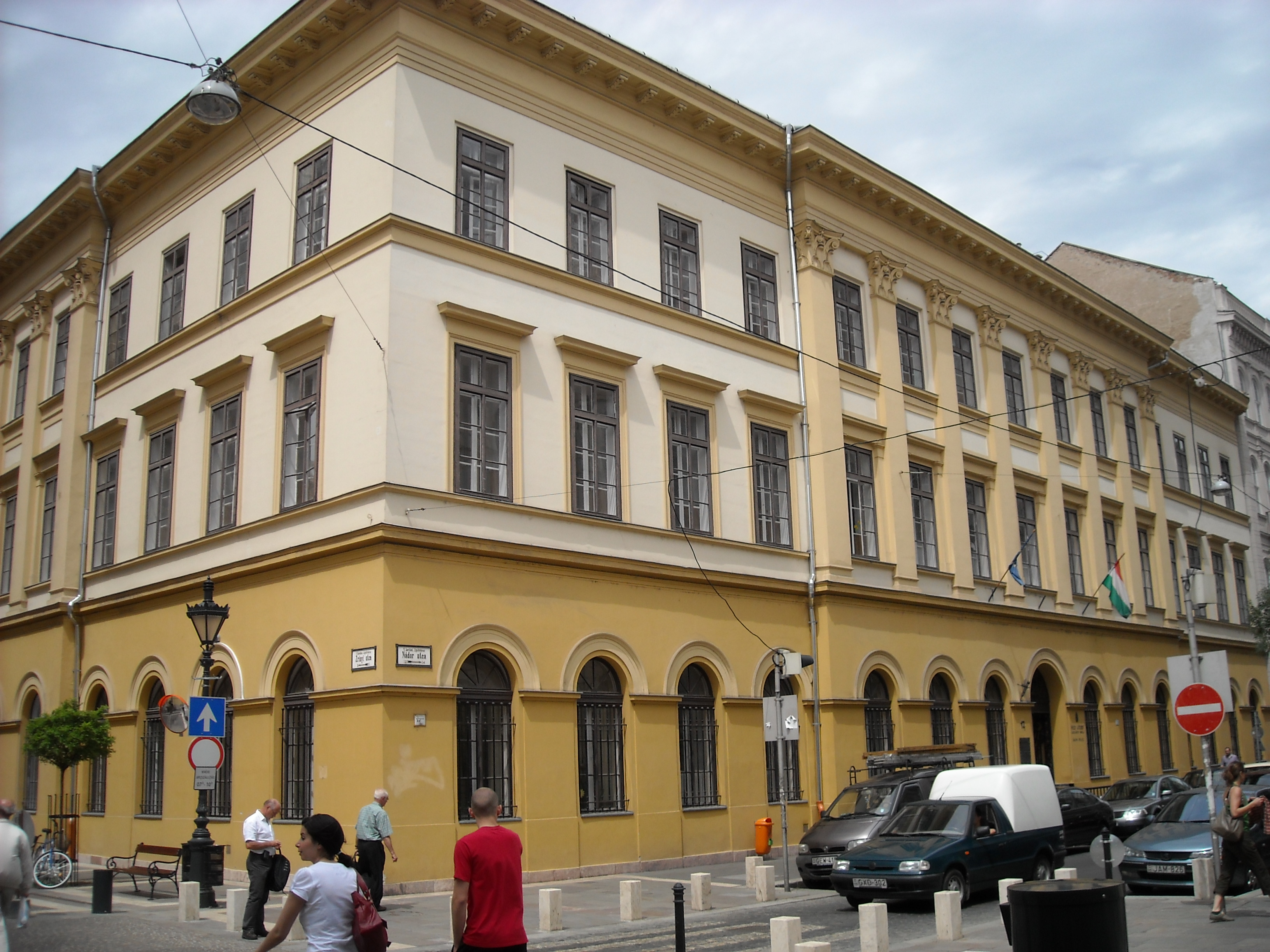
École élémentaire.
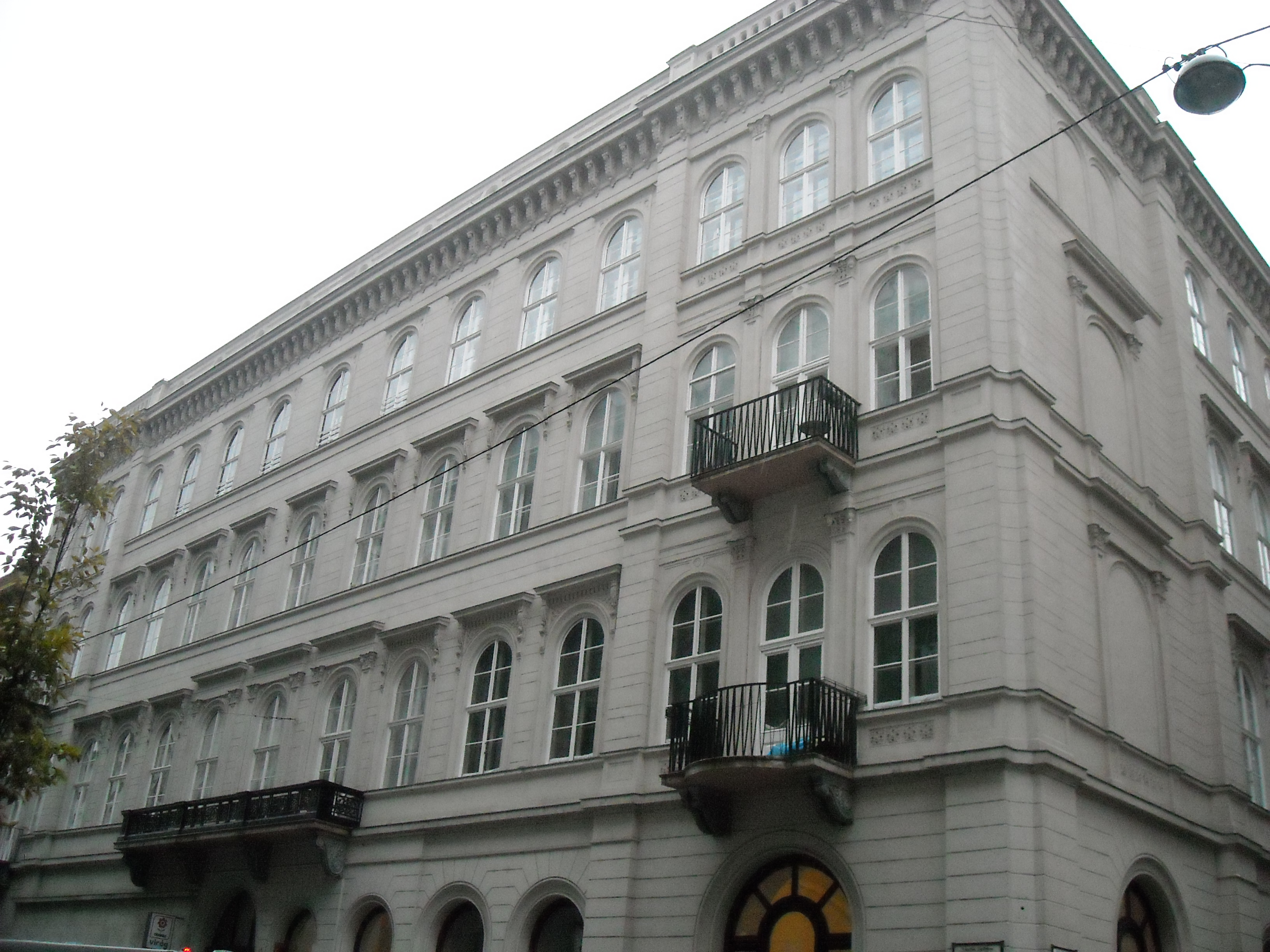
La maison Mandl.
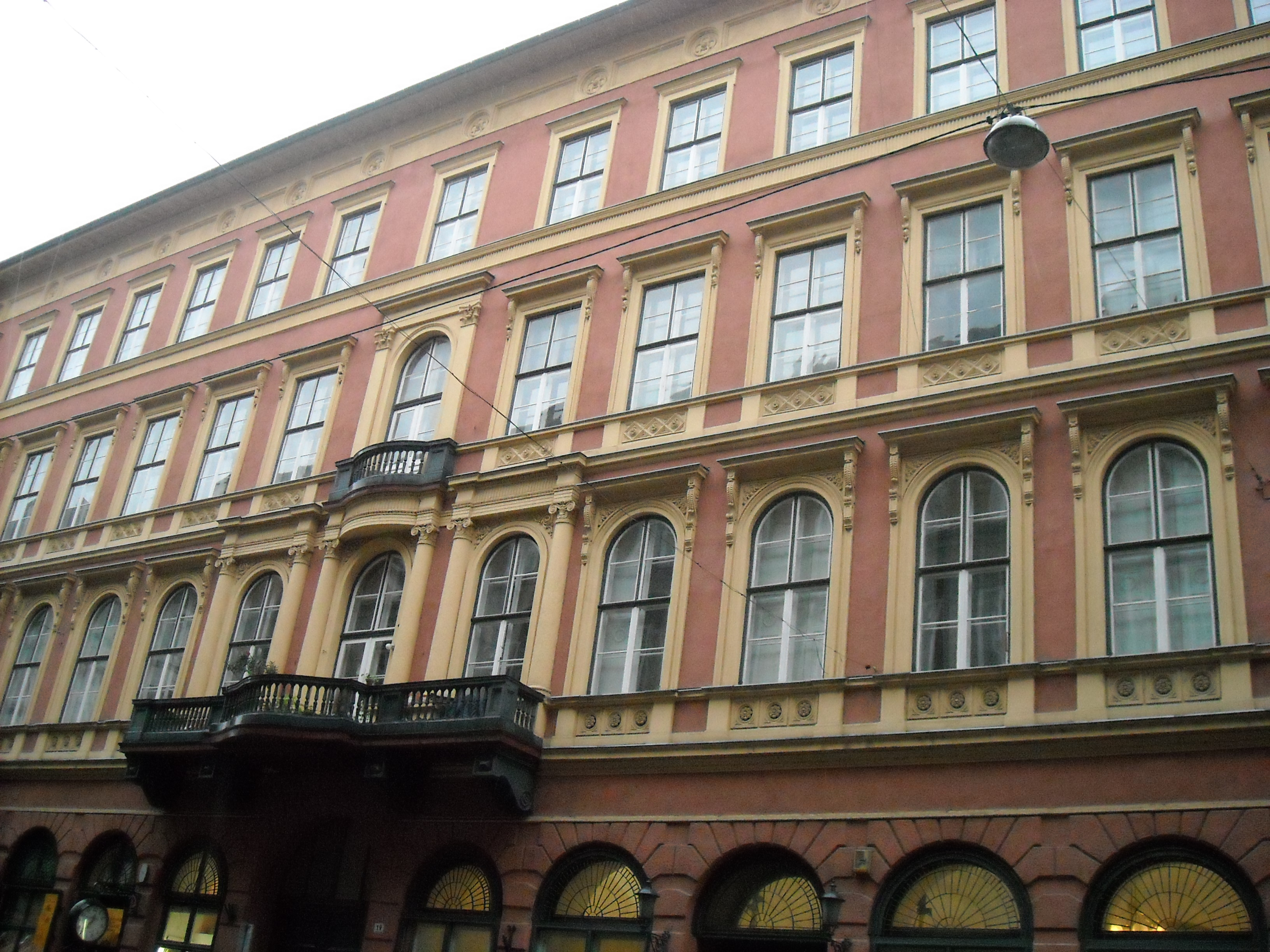
La maison Schossberger.